# Едуардо Мендоса Гарига
Едуардо Мендоса Гарига (шп. Eduardo Mendoza Garriga; Барселона, 11. јануар 1943) савремени је шпански романописац, али се бави бројним жанровима укључујући позориште, есеје и кратке приче. Најпознатији је по својим епско-историјским романима, стилу који је популаран од послератног периода.

## Биографија
Син адвоката и мајке домаћице, родио се у Барселони 1943. године. Захваљујући својој породичној библиотеци његово интересовање за књижевност почело је веома рано. Иако је одмалена био авантуристичког духа и желео да буде тореадор, истраживач или капетан брода, та занимања за њега нису била могућа, јер је његова породица годинама неговала књижевност. Задовољио се тиме да те авантуре проживи кроз књиге, претваравши се временом у великог читаоца, а касније и у писца. Едуардо је 1950. године започео своје основно школовање у шп. Hermanos Маristas, школи коју су водили монаси. После десет година је завршио своје основно и средње образовање и наредних пет година, од 1960, студирао је права.
Након завршених студија, Едуардо је путовао по Европи. У Лондон је отишао 1965. године захваљујући стипендији. У теорији он је отишао да студира социологију, али у пракси скоро све време које је тамо провео искористио је за шетање, читање и писање. По повратку радио је као адвокат на случају енгл. Barcelona Traction и као правни саветник у шп. Banco Condal, што му је помогло да добро упозна и савлада правни и бирократски језик, које је касније и исмевао у својим романима.

### Клуб искорењених
Едуардо Мендоса је био члан необичног клуба који се зове Клуб искорењених (шп. El club de los desarraigados), у којем су међународни званичници формирали једну посебну групацију. Са пристојном платом и извесном материјалном безбрижношћу, државни службеник који тумара по градовима као што су Женева, Беч, Истанбул, Њујорк је, у сваком случају, аутсајдер, који живи у контакту са осталима. Овај свет, иако неоспорно привлачан, може да постане легло нестабилности, када службеник после толико путовања више не зна ни ко је, ни одакле је, ни којим језиком говори. На срећу својих читалаца, каталонски писац је успео да искористи своје путовање (тзв. тумарање) схвативши, иако не још сасвим убеђен, да се од писања може живети, и одлучио је да одустане од своје номадске каријере.

### Живот у Њујорку
Првог децембра 1973. напустио је Барселону и отишао у Њујорк као преводилац у ОУН (Организација уједињених нација). Када су га питали зашто је један адвокат са таквим амбицијама кренуо тим путем, одговорио је да му је након затварања омиљеног бара у улици Тусет постала много досадна Барселона која чека промене и не зна када ће оне наступити. Како каже, с осмехом: „Шпанија је тих година била тужна, горка и насилна земља“. Његов долазак у Њујорк такође је оставио снажан утисак: „Када сам сигао у Њујорк, 1973, изгледао је као пакао, улице су врвеле криминалцима и манијацима. Када сам одлазио, након много година, биле су то исте улице, иста стопа криминала, али људи су се понашали као да иду у Тријанон. У то време Барселона је била пример доброг града, тада је кренула у битку за модернизацију и то веома успешно.“ Претпоставља се да је његов десетогодишњи боравак у Њујорку утицао на његово интересовање за урбане теме.
Овај боравак у Њујорку за Едуарда је веома значајан јер је у том периоду објавио свој први роман шп. La verdad sobre el caso Savolta чији је оригинални назив шп. Los soldados de Cataluña промењен због франкистичке цензуре. Роман је објављен у Барселони у пролеђе 1975. године. Неколико месеци касније Франко умире и књига постаје претеча промена у шпанском друштву које почињу баш у том тренутку.
Роман La verdad sobre el caso Savolta уводи читаоца у мрачни свет радничких анархистичких покрета и заслепљујуће раскошан живот индустријалаца, ратних профитера и владајуће класе. Светлост и сенка, мрак и блесак, изванредна слика доба. Замршеном причом о злочину, страсти, новцу, социјалној правди као вечитом идеалу који се увек извргне у своју супротност, Мендоса гради читав један зачудни свет на широком платну живописне Барселоне после Првог светског рата: кабареи, проститутке, даме из високог друштва, сумњиви типови, мрачне уличице и блиставе балске дворане, опсене и истина. Веома упечатљиво написано, са изузетним осећајем за драматику. Мендосини ликови очаравају богатством емоција, интелигенцијом, а пре свега страшћу. Овај роман је следећег пролећа, 1976, добио Награду критичара.

### Повратак у Барселону
У иностранству Едуардо објављује 1979. године роман шп. El misterio de la cripta embrujada и 1982. године шп. El laberinto de las aceitunas, где се истиче као велики мајстор пародирања и мешања жанрова и поступака (готска прича, крими роман, црни хумор, пикареска, иронија). El misterio de la cripta embrujada представља почетак тетралогије у којој главну улогу има једна несвакидашња особа, детектив кога је непознати човек затворио у лудницу. El laberinto de las aceitunas , други роман са истим безименим детективом, захваљујући ком је проглашен аутором најпродаванијег бестселера.
Мендоса се 1983. године вратио у Барселону након посета Ђенови, Бечу и другим градовима, али и даље је зарађивао за живот бавећи се симултаним превођењем у међународним организацијама. У Барселони је 1986. године објавио роман шп. La ciudad de los prodigios који приказује друштвени и урбани развој Барселоне између две светске изложбе 1888. и 1929. Књижевни критичари сматрају да је La ciudad de los prodigios ремек-дело, а од стране француског часописа Лире изабран је за најбољу књигу 1988. За истоимени роман 1999. године снимљен је и филм.
Његов следећи роман шп. La isla inaudita је објављен 1989. године и излази из оквира уобичајене нарације Мендосиних романа, користећи град Венецију за основно место збивања. Годину дана касније је почео да објављује у новинама шп. El País приче у наставцима о једном ванземаљцу који је слетео у Барселону пре Олимпијских игара 1992. године. Прича је објављена следеће године под насловом шп. Sin noticias de Gurb.
Савремени шпански аутор се такође проналазио у свету позоришта. Његова драма шп. Restauració изведена је први пут 1990. године у позоришту Ромеа у Барселони. Касније ју је превео са каталонског на кастиљански шпански како би могла да се изведе и у Мадриду.
Овај савремени шпански писац је 1992. године објавио роман шп. El año del diluvio, чија је радња смештена у једном каталонском селу у ком владају франачкi поглавица и Констанса Брионес као калуђерица. Овај роман је освојио треће издање књижевне награде за Еlle 1993. Две године касније почео је да предаје на Универзитету Попмпеу Фабра у Барселони. Комбинујући посао професора и књижевни рад, године 1996. објављује роман шп. Una comedia ligera, чија је радња смештена у послератној Барселони. Овај роман је 1998. године добио награду у Француској за Најбољу страну књигу објављену у Француској.
шп. La aventura del tocador de señoras, објављена у јануару 2001, представља трећи том авантура анонимног детектива, који је избачен из луднице у којој је боравио прерушен у фризера. Књига је проглашена за најбољу књигу 2002. године. Роман шп. El último trayecto de Horacio Dos, у августу исте године, из делова објављује у новинама шп. El País, као што је урадио и са романом Sin noticias de Gurb. У новембру је са издавачем Омега објавио -шп. Baroja, la contradicción, биографски есеј о лику писца Пиа Барохе.
шп. Barcelona Modernista, есеј о Барселони у периоду између Светске изложбе 1888. и Првог светског рата, објавио је 2003. године. Такође, је допринео и као сценариста у екранизацији сопственог дела El año del diluvio.
Издавач Сеш Барал, 2006. године, објавио је шп. Mauricio o las elecciones primarias, Мендосин роман који обухвата период после шпанске транзиције, између избора 1984. године и именовања Барселоне као олимпијског домаћина. Роман је добио шесту награду за Роман, Фондације Хосе Мануел Лара Ернандеса.
Само две године након извођења представе шп. Gloria, објавио је дело шп. El asombroso viaje de Pomponio Flato (Први век наше ере. Помпоније Флато лута забитима Римског царства у потрази за водом чудесног својства. Случајност и непоуздана судбина доводе га у Назарет где се припрема погубљење сеоског дрводеље. На своју велику жалост Помпоније постаје приватни детектив веома необичног клијента: дрводељиног сина, чедног и јединственог дечака увереног у невиност оца, човека смиреног и скушеног изгледа, који ипак крије велику тајну. Мистерија је смештена у Назарет с извесном Маријом и њеним супругом Јосифом. Историјска приповест са дететом по имену Исус у главној улози). У овом делу Мендоса преплиће појединости популарних романа и чињеница да би створио сопствени стил: иронични детективски роман што прераста у књижевну сатиру и урнебесну комедију.
У октобру 2010. године, писац Едуардо Мендоса, кријyћи се иза псеудонима Рикардо Медина, освојио је 59. награду Планета за дело шп. Riña de gatos. Madrid 1936 , у вредности од 601,000 евра. Основа победничког романа је долазак младог Енглеза, познаваоца шпанског сликарства, у Шпанију, на пролеће 1936. године, позваног да процени непознату слику Веласкеса.
Романом шп. El enredo de la bolsa y la vida, објављеним 10. априла 2012. године, Мендоса је вратио у живот анонимног детектива, протагонисту у романима El misterio de la cripta embrujada, El laberinto de las aceitunas и La aventura del tocador de señoras, у сатири смештеној у садашњој Барселони.

## Дела и награде

### Романи
- 1975: Истина о случају Саволта (шп. La verdad sobre el caso Savolta)
- 1986: Град чудеса (шп. La ciudad de los prodigios)
- 1989: шп.
- 1991: шп.
- 1992: Година Потопа (шп. El año del diluvio)
- 1996: Лака комедија (шп. Una comedia ligera)
- 2006: Маурисио или примарни избори (шп. Mauricio o las elecciones primarias)
- 2008: Чудесно путовање Помпонија Флата (шп. El asombroso viaje de Pomponio Flato)
- 2010: Борба мачака. Мадрид 1936 (шп. Riña de gatos. Madrid 1936)

#### Детективски романи
- 1979: Мистерија зачаране крипте (шп. El misterio de la cripta embrijada)
- 1982: Лавиринт маслинки (шп. El laberinto de las aceitunas)
- 2001: Авантура сточића за шминку (шп. La aventura del tocador de señoras)
- 2012: шп.

### Приче
- 2009: шп. .
- 2011: Пут до школе (књижевност за децу) (шп. El camino del cole (literatura infantil)).

### Есеји
- 1986: Њујорк (шп. Nueva York).
- 1989: Модерна Барселона , коауторство са сестром Кристином (шп. Barcelona modernista, en coautoría con su hermana Cristina).
- 2001: шп. .
- 2007: шп. .

### Драмска дела
- 1990: шп.
- 2008: шп.

### Екранизована дела
- 1980: Истина о случају Саволта - Режија Антонио Дрове • копродукција Шпанија , Француска и Италија (шп. La verdad sobre el caso Savolta - Dirigida por Antonio Drove (coproducción España, Francia e Italia)).
- 1981: Гробница - Режија Каетано дел Реал (Шпанија),.
- 1999: Град чудеса - Режија Марио Камус (Шпанија),.
- 2004: Година Потопа - Режија Хајме Ћавари(копродукција Шпанија , Француска и Италија). (шп. El año del diluvio - Dirigida por Jaime Chávarri (coproducción España, Francia e Italia)).

### Награде
- 1975: Награда критичара за Истина о случају Саволта .
- 1987: Награда град Барселона (1987) за Град чудеса .
- 1988: Награда за најбољу књигу године , магазин " Lire " (Француска) za Град чудеса .
- 1998: Најбоља страна књига објављена у Француској - Лака комедија .
- 2002: Награда за најбољу књигу године од стране Удружење књижара из Мадрида , за Авантура сточића за шминку.
- 2007: Награда фондације José Manuel Lara за Маурисио или примарни избори .
- 2009: Награда сребрно перо за Чудесно путовање Помпонија Флата .
- 2010: Награда Планета за Борбу мачака . Мадрид 1936.

## Занимљивости
Мендоса пише романе на кастиљанском, а драмска дела на каталонском језику.
Мендоса је и илустратор.
У својој библиотеци има јако мали број књига. Када прочита књигу он је поклања. Остају само оне које је добио од драгих пријатеља, и оне за које мисли да ће их поново прочитати. Једина књига која је трајна је Библија.
Први назив књиге Истина о случају Саволта је био Војници Каталоније (шп. Los Soldados de Cataluña), који није прихваћен јер је Шпанија тада била под Франковом диктатуром.

## Видео фајл
- Награда Планета 2010, говори како пише о Грађанском рату да би се ослободио тешких емоција, које га и даље вежу за ту тему.